# María Guadalupe Martín González
María Guadalupe Martín González (Mejorada, Toledo; 5 de agosto de 1960) es una médica y política española, diputada por Toledo en el Congreso durante las IX, X, XI y XII legislaturas.

## Biografía
Licenciada en Medicina y Cirugía por la Universidad Complutense de Madrid, ejerce como médica de atención primaria. Militante del PSOE, fue delegada provincial en la Consejería de Bienestar Social entre 1995 y 1997, directora general de Acción Social y Cooperación Internacional entre 2001 y 2007 y directora general de Atención a la Dependencia entre 2007 y 2008.
Fue concejala en el Ayuntamiento de Mocejón entre 1991 y 2015. En 2008 fue elegida diputada por Toledo en el Congreso de los Diputados, cargo para el cual fue reelegida en 2011, 2015 y 2016. Forma parte del Comité Ejecutivo Provincial Socialista de Toledo.